# Longines
Longines je švýcarská firma zabývající se výrobou náramkových hodinek s historií sahající až do roku 1867. Firma byla založena ve švýcarské vesnici Saint-Imier. Zaměřuje se na tradiční náramkové hodinky pro muže i ženy. Značka Longines je součástí Swatch Group. 
Společnost Longines se dlouhodobě angažuje jako partner časomíry v alpském lyžování, jezdectví a gymnastice. 

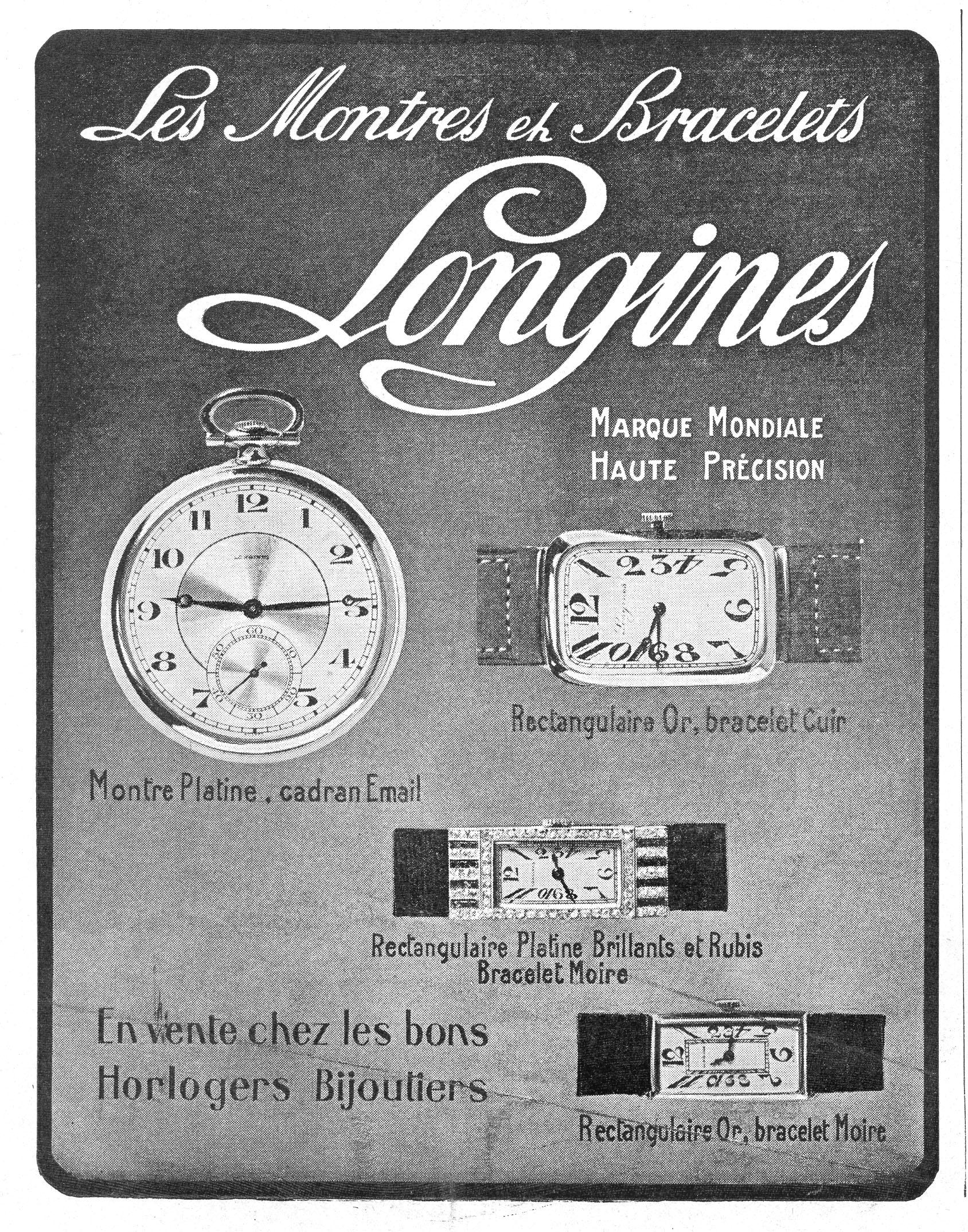
Modely roku 1924

## Historie
- 1832 založení společnosti
- 1867 v továrně Longines je vyroben první vlastní hodinový strojek[4]
- 1896 při letních olympijských hrách v Aténách zajišťuje Longines časomíru ve všech disciplínách
- 1900 Longines vyhrává s kapesními hodinkami La Renommée cenu Grand Prix na světové výstavě v Paříži
- 1927 značka začíná vyrábět navigační hodinky pro piloty podle návrhu slavného amerického pilota Charlese Lindbergha
- 1972 jsou vyrobeny první digitální hodinky značky Longines
- 1982 Longines se stává oficiálním partnerem časomíry pro závody Formule 1
- 1983 Longines se stává součástí Société Suisse de Microélectronique et d’Horlogerie (Švýcarské společnosti pro mikroelektroniku a hodinářství), dnes Swatch Group
- 1997 nová kolekce dámských hodinek Dolce Vita
- 2005 vzniká kolekce hodinek The Longines Master Collection s hodinkami pouze s mechanickými strojky
- 2010 představen nový hodinový strojek column wheel chronograf L688